# مای تای
مای تای (به زبان تاهیتی:Mai Tai) نوشیدنی کوکتل الکل دار می‌باشد که محتویات آن شامل رام (نوشیدنی الکلی) یا همان عرق نیشکر ، لیکور و آب لیموترش می‌باشد و به سبک و سلیقهٔ اهالی جزایر پلی نزی تهیه می‌شود.